# 島田莊司推理小說獎
島田莊司推理小說獎是以日本推理作家島田莊司為名並獲得本人支持而成立的推理小說獎，立意在於推廣華文地區的推理小說創作與閱讀。主辦單位是出版其作品繁體中文版的台灣出版社皇冠文化，協辦單位則有日本的文藝春秋、中國的當代世界出版社與青馬文化（中國）有限公司、泰國的南美出版社2009年9月舉辦第一屆，之後每兩年舉辦一屆。
第四屆因改由金車公司（噶瑪蘭威士忌生產商）旗下之金車文教基金會主辦，被冠名為「噶瑪蘭·島田莊司推理小說獎」。第五屆開始，又改名為「金車島田莊司推理小說獎」。
2024年6月11日，「第九屆 島田莊司獎」主辦單位（台灣犯罪作家聯會）宣布，应與日方理念不合及彼此間對於合作型態有認知上的差異，故由主辦單位（台灣犯罪作家聯會）偕同合作夥伴（台灣角川股份有限公司）声明，終止「島田莊司獎」在台灣的主辦權與經費支援。目前本獎是否永久停辦尚不清楚。

## 概要

### 參賽規定
- 參賽者不限國籍、性別、年齡、居住區域。
- 個人獨立完成並且未曾於各類媒體刊行（在BBS與網誌上以網路小說形式刊載者不在此限）之中文創作。
- 必須符合島田莊司對本格推理的定義[2]。
- 文長8萬至15萬字。
- 故事情節必須獨立而完整，有具體結局。若符合條件系列作也具有參賽資格。
- 參賽者必須另外提交一篇5000字以內的報告，說明作品的整體架構、情節大綱、前半段謎題的詭計說明與設計目的，並詳述自己的創作相較於其他推理小說的獨到之處。

### 評選方式
以島田莊司的〈對華文推理創作的期待〉一文為標準，初選10名，複選3名，最後由島田莊司親自選出首獎。若作品未達水準，初複選可不足額，首獎可從缺。首獎亦可並列。

### 獎勵方法
首獎作品將由主辦與各協辦單位出版繁體中文、簡體中文、日文或其他語言版本，決選入圍作品將出版繁體與簡體中文版。
第五屆金車島田莊司推理小說獎，將選出決選入圍作品3名，從中評選出首獎作品，除了獎座也增加獎金如下：
1. 首獎一名 : 獲首獎獎座一座及獨得獎金十萬元整。
2. 特優二名 : 獲特優獎座一座及各得獎金五萬元整。
3. 優選五名 : 獲優選獎座一座及各得獎金二萬元整。

## 歷屆得獎名單
| 屆次          | 獎項     | 得主      | 國家／地區    | 作品                     |
| ------------- | -------- | --------- | ------------- | ------------------------ |
| 第一屆 2009年 | 首獎     | 寵物先生  | 臺灣          | 《虛擬街頭漂流記》       |
| 第一屆 2009年 | 決選入圍 | 不藍燈    | 臺灣          | 《快遞幸褔不是我的工作》 |
| 第一屆 2009年 | 決選入圍 | 林斯諺    | 臺灣          | 《冰鏡莊殺人事件》       |
| 第二屆 2011年 | 首獎     | 陳浩基    | 香港          | 《遺忘·刑警》            |
| 第二屆 2011年 | 決選入圍 | 冷言      | 臺灣          | 《反向演化》             |
| 第二屆 2011年 | 決選入圍 | 陳嘉振    | 臺灣          | 《設計殺人》             |
| 第三屆 2013年 | 首獎     | 胡杰      | 臺灣          | 《我是漫畫大王》         |
| 第三屆 2013年 | 首獎     | 文善      | 香港／ 加拿大 | 《逆向誘拐》             |
| 第三屆 2013年 | 決選入圍 | 雷鈞      | 中國          | 《見鬼的愛情》           |
| 第四屆 2015年 | 首獎     | 雷鈞      | 中國          | 《黃》                   |
| 第四屆 2015年 | 決選入圍 | 薛西斯    | 臺灣          | 《H.A.》                 |
| 第四屆 2015年 | 決選入圍 | 提子墨    | 臺灣／ 加拿大 | 《熱層之密室》           |
| 第五屆 2017年 | 首獎     | 黑貓C     | 香港          | 《歐幾里得空間的殺人魔》 |
| 第五屆 2017年 | 決選入圍 | 青稞      | 中國          | 《巴別塔之夢》           |
| 第五屆 2017年 | 決選入圍 | 弋蘭      | 臺灣          | 《誰是兇手？》           |
| 第六屆 2019年 | 首獎     | 唐嘉邦    | 臺灣          | 《野球俱樂部事件》       |
| 第六屆 2019年 | 決選入圍 | 柏菲思    | 香港          | 《強弱》                 |
| 第六屆 2019年 | 決選入圍 | 弋蘭      | 臺灣          | 《無無明》               |
| 第七屆 2021年 | 首獎     | 王元      | 马来西亚      | 《喪鐘為你而鳴》         |
| 第七屆 2021年 | 決選入圍 | 凌小靈    | 中國          | 《隨機死亡》             |
| 第七屆 2021年 | 決選入圍 | 傅真      | 香港          | 《棄子》                 |
| 第八屆 2023年 | 首獎     | 牧羊少年T | 香港          | 《消失的你》             |
| 第八屆 2023年 | 決選入圍 | 麟左馬    | 臺灣／ 美国   | 《被害動機》             |
| 第八屆 2023年 | 決選入圍 | 四弄一號  | 臺灣          | 《交錯》                 |

## 腳註
1. ↑  .   [2016-08-26]. （原始内容存档于2020-08-08）.
2. ↑  . www.crown.com.tw.   [2009-06-28]. （原始内容存档于2020-02-24）.
3. ↑  . www.crown.com.tw.   [2009-06-28]. （原始内容存档于2016-04-12）.
4. ↑  .   [2016-08-26]. （原始内容存档于2019-12-14）.

## 外部連結
- 第七屆金車島田莊司推理小說獎 （页面存档备份，存于） 官方網站